# 妮科尔·希尔兹
妮科尔·希尔兹（英語：Nicole Shields，1999年9月9日—），新西兰女子自行车运动员，2016年世界青年场地自行车锦标赛女子团体追逐赛银牌得主、2024年夏季奥林匹克运动会女子团体追逐赛银牌得主。